# Cambarincola macbaini
Cambarincola macbaini är en ringmaskart som beskrevs av Holt 1955. Cambarincola macbaini ingår i släktet Cambarincola och familjen Cambarincolidae. Inga underarter finns listade i Catalogue of Life.